# Wanda Badura-Madej
Wanda Badura-Madej (ur. 1 stycznia 1943) – polska psycholog kliniczna, psychotraumatolog, doktor, znawca zagadnień przemocy, twórca podwalin interwencji kryzysowej w Polsce, dyrektor pierwszego w Polsce Ośrodka Interwencji Kryzysowej.

## Życiorys
Ukończyła studia na Uniwersytecie Jagiellońskim i od razu podjęła pracę zawodową. Od 1965 była zatrudniona w Klinice Psychiatrycznej w Krakowie. Od 1971 do 2008 pracowała w Collegium Medicum Uniwersytetu Jagiellońskiego. Początkowo była kierownikiem Międzyuczelnianego Ośrodka Pomocy i Interwencji Psychologicznej. Potem pracowała w Zakładzie Psychologii Zdrowia. W Klinice Psychiatrii krakowskiej Akademii Medycznej współpracowała z prof. Antonim Kępińskim, prof. Marią Orwid i prof. Jackiem Bombą. Działalność uniwersytecką łączyła z praktyką (diagnozą i psychoterapią) – była dyrektorką pierwszego w Polsce Ośrodka Interwencji Kryzysowej w Krakowie, początkowo współtworząc tę jednostkę. Obecnie prowadzi zajęcia w ramach studiów podyplomowych na Uniwersytecie Humanistycznospołecznym SWPS. Pełniła funkcję przewodniczącej Sekcji Interwencji Kryzysowej w Polskim Towarzystwie Psychologicznym.

## Publikacje
Jest autorką publikacji z zakresu interwencji kryzysowej, m.in.:
- Wybrane zagadnienia interwencji kryzysowej. Poradnik dla pracowników socjalnych,
- Przemoc w rodzinie. Interwencja kryzysowa i psychoterapia[2].